# Bibbia cattolica

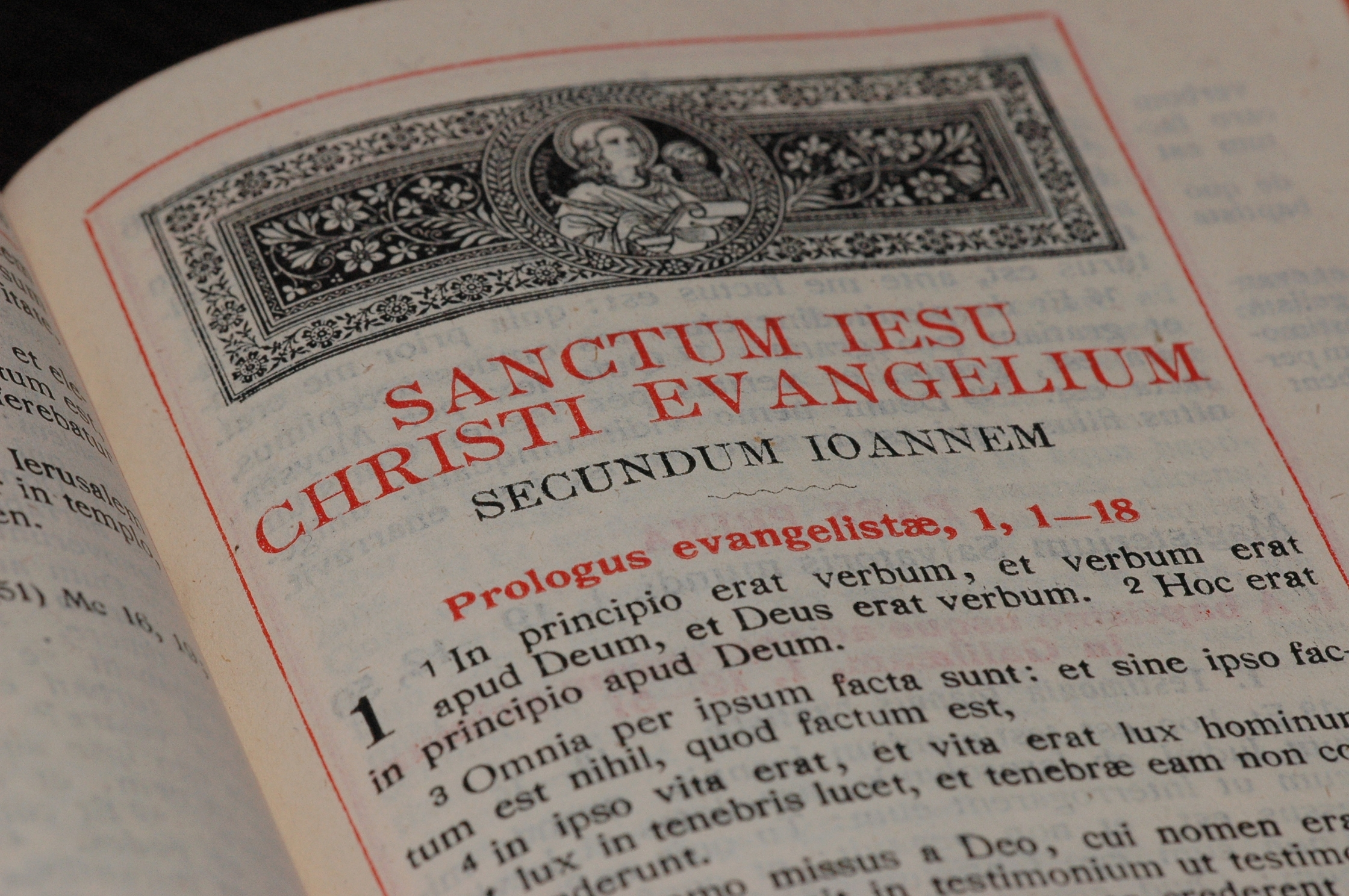
Il prologo del Vangelo di Giovanni, Vulgata Clementina, edizione 1922

Una Bibbia cattolica è una Bibbia cristiana che include l'intero canone di 73 libri riconosciuto dalla Chiesa cattolica inclusi i libri deuterocanonici, un termine usato, da alcuni studiosi e dai cattolici, per indicare i libri (e parti di libri) dell'Antico Testamento che sono nella collezione greca dei Septuaginta ma non nella collezione dei testi masoretici ebraici.
Secondo il Decretum Gelasianum, opera scritta da uno studioso anonimo tra il 519 e il 553, il Concilio di Roma del 382 citava un elenco di libri di scritture presentati come canonici. Questo elenco cita tutti i libri deuterocanonici, tranne Baruc e la Lettera di Geremia, come parte del Canone dell'Antico Testamento. Successivamente, al Concilio di Basilea, Ferrara e Firenze (1431-1449), la Chiesa Cattolica affermò formalmente il proprio canone della Scrittura, che il Concilio di Trento (1545-1563) stabilì definitivamente come composto da 46 libri dell'Antico Testamento e 27 del Nuovo Testamento per un totale di 73 libri della Bibbia cattolica.
I lezionari per l'uso nella liturgia differiscono, in qualche modo, nel testo, dalle versioni bibliche su cui si basano. La Vulgata è la traduzione ufficiale della Bibbia della Chiesa latina, ma la traduzione dall'originale ebraico, aramaico e greco è stata incoraggiata da quando Papa Pio XII pubblicò l'enciclica Divino afflante Spiritu nel 1943. Da allora, le conferenze episcopali hanno stabilito traduzioni ufficiali nelle lingue locali per i loro territori.

## Libri inclusi
La Bibbia cattolica è composta dai 46 dell'Antico Testamento (con i libri deuterocanonici) e dai 27 libri del Nuovo Testamento.

### Antico Testamento
- Pentateuco: Genesi, Esodo, Levitico, Numeri, Deuteronomio
- Libri storici: Giosuè, Giudici, Rut, 1 Samuele, 2 Samuele, 1 Re, 2 Re, 1 Cronache, 2 Cronache, Esdra, Neemia, Tobia, Giuditta, Ester, 1 Maccabei, 2 Maccabei
- Libri sapienziali: Giobbe, Salmi, Proverbi, Ecclesiaste o Qoelet, Cantico dei cantici, Sapienza di Salomone, Siracide
- Libri profetici: Isaia, Geremia, Lamentazioni, Baruc, Ezechiele, Daniele, Osea, Gioele, Amos, Abdia, Giona, Michea, Naum, Abacuc, Sofonia, Aggeo, Zaccaria, Malachia

#### Deuterocanonici
Tobia, Giuditta, 1 Maccabei e 2 Maccabei, Sapienza, Siracide, Baruc e aggiunte a Ester e Daniele sono i libri deuterocanonici della Bibbia.

### Nuovo Testamento
- I Vangeli: Matteo, Marco, Luca, Giovanni
- Libro storico: Atti degli Apostoli
- Epistole paoline : Romani, 1 Corinzi, 2 Corinzi, Galati, Efesini, Filippesi, Colossesi, 1 Tessalonicesi, 2 Tessalonicesi, 1 Timoteo, 2 Timoteo, Tito, Filemone, Ebrei
- Epistole generali: Giacomo, 1 Pietro, 2 Pietro, 1 Giovanni, 2 Giovanni, 3 Giovanni, Giuda
- Rivelazione o Apocalisse

La Vulgata Clementina e la Bibbia di Douay-Rheims includevano anche, in un'appendice, tre libri apocrifi; Preghiera di Manasse, 3 Esdra e 4 Esdra.

## Diritto canonico
In un altro senso, una "Bibbia cattolica" è una Bibbia pubblicata secondo le prescrizioni del diritto canonico cattolico, che afferma:
Con il permesso della Conferenza Episcopale, i fedeli cattolici, in collaborazione con i fratelli e le sorelle separati, possono preparare e pubblicare traduzioni delle Sacre Scritture munite di opportune annotazioni.»
La Rivelazione Divina, nella forma del Nuovo Testamento, funge da fonte del diritto canonico.

## Principi di traduzione
Senza sminuire l'autorità dei testi dei libri della Scrittura nelle lingue originali, il Concilio di Trento dichiarò la Vulgata la traduzione ufficiale della Bibbia per la Chiesa latina, ma non vietò di fare traduzioni direttamente dalle lingue originali. Prima della metà del XX secolo, le traduzioni cattoliche venivano spesso fatte da quel testo piuttosto che dalle lingue originali. Così Ronald Knox, l'autore di quella che è stata chiamata la "Bibbia Knox", scrisse: "Quando parlo di tradurre la Bibbia, intendo tradurre la Vulgata". Oggi, la versione della Bibbia utilizzata nei documenti ufficiali in latino è la Nova Vulgata, una revisione della Vulgata.
Il testo biblico originale è, secondo i cattolici, "scritto dallo stesso autore ispirato e ha più autorità e maggior peso di qualsiasi traduzione, anche la migliore, antica o moderna".
I principi esposti nell'enciclica Divino Afflante Spiritu Papa Pio XII riguardo all'esegesi o all'interpretazione, come nei commenti alla Bibbia, si applicano anche alla preparazione di una traduzione. Questi comprendono la necessità di familiarità con le lingue originali e altre lingue affini, lo studio di codici antichi e persino frammenti di papiro del testo e l'applicazione ad essi della critica testuale, "per assicurare che il testo sacro sia restaurato il più perfettamente possibile, purificandolo dalle corruzioni dovute all'incuria dei copisti e liberandolo, per quanto possibile, da glosse e omissioni, dallo scambio e dalla ripetizione delle parole e da ogni altro tipo di errore, che è solito farsi strada gradualmente in scritti tramandati attraverso molti secoli".

## Versioni cattoliche in inglese
Le seguenti sono le versioni inglesi della Bibbia che corrispondono a questa descrizione:
| Abbreviazione | Nome                                                   | Data               |
| ------------- | ------------------------------------------------------ | ------------------ |
| DRB           | Bibbia di Douay-Rheims                                 | 1582, 1609, 1610 1 |
| DRB           | Revisione di Challoner della Bibbia di Douay-Rheims    | 1749–1752          |
| CCD           | Bibbia della Confraternita                             | 1941 3             |
| Knox          | Bibbia di Knox                                         | 1950               |
| KLNT          | Nuovo Testamento Kleist-Lilly                          | 1956 4             |
| RSV–CE        | Versione standard rivista - Edizione cattolica         | 1965–66            |
| JB            | Bibbia di Gerusalemme                                  | 1966               |
| NAB           | Nuova Bibbia americana                                 | 1970               |
| TLB–CE        | Bibbia vivente - Edizione cattolica                    | 1971               |
| NJB           | Nuova Bibbia di Gerusalemme                            | 1985               |
| CCB           | Bibbia della comunità cristiana                        | 1988               |
| NRSV–CE       | Nuova versione standard rivista - Edizione cattolica   | 1993               |
| GNT–CE        | Traduzione della buona novella - Edizione cattolica 5  | 1993               |
| RSV–2CE       | Versione standard rivista - Seconda edizione cattolica | 2006               |
| CTS–NCB       | CTS Nuova Bibbia Cattolica                             | 2007 6             |
| NABRE         | Nuova Bibbia americana - Edizione riveduta             | 2011/1986 (OT/NT)  |
| NLT-CE        | Nuova Bibbia vivente - Edizione cattolica              | 2015               |
| ESV-CE        | Versione standard inglese - Edizione cattolica         | 2017               |
| BCN           | Nuova Bibbia cattolica di San Giuseppe7                | 2019               |
| RNJB          | Bibbia di Gerusalemme rivista                          | 2019               |

### Annotazioni della tabella
1 Il Nuovo Testamento fu pubblicato nel 1582, l'Antico Testamento in due volumi, uno nel 1609, l'altro nel 1610. L'Antico Testamento fu seguito da tre libri apocrifi che sono nell'appendice della Vulgata Clementina: Preghiera di Manasse, 3 Esdra e 4 Esdra.2 Pubblicato in parti tra il 1913 e il 1935 con ampio studio e note testuali, il Nuovo Testamento con note condensate è stato pubblicato nel 1936 in un unico volume.
3 NT pubblicato nel 1941. L'OT conteneva materiale dalla revisione di Challoner fino a quando l'intero OT non fu completato nel 1969. Questo Antico Testamento divenne la base per il NAB del 1970.
4 Nuovo Testamento; Vangeli di James Kleist, revisione di Joseph Lilly.
5 Conosciuto anche come "Today's English Version"
6 La Bibbia di Gerusalemme ad eccezione del Libro dei Salmi, che è sostituito dai Salmi del Graal, e con la parola "Yahweh" modificata in "il Signore", come indicato dalla Congregazione per il culto divino e la disciplina dei sacramenti per le Bibbie da utilizzare nella liturgia.
7 Approvato dalla Conferenza episcopale delle Filippine.
Oltre alle suddette Bibbie cattoliche inglesi, tutte dotate di un imprimatur concesso da un vescovo cattolico, gli autori della Catholic Public Domain Version del 2009 e della traduzione del 2013 dalla Septuaginta del sacerdote gesuita Nicholas King si riferiscono ad esse come Bibbie cattoliche. Queste versioni non hanno ricevuto un imprimatur ma includono il canone biblico cattolico di 73 libri.

## Differenze dai lezionari cattolici
I lezionari per l'uso nella liturgia differiscono in qualche modo nel testo dalle versioni bibliche su cui si basano. Molte liturgie, tra cui quella romana, omettono alcuni versetti nelle letture bibliche che utilizzano. Ciò a volte richiede alterazioni grammaticali o l'identificazione di una o più persone a cui si fa riferimento, in un verso rimanente, solo con un pronome, come "lui" o "loro".
Un'altra differenza riguarda l'uso del Tetragramma. Yahweh appare in alcune traduzioni della Bibbia come la Bibbia di Gerusalemme (1966) in tutto l'Antico Testamento. La lunga tradizione ebraica e cristiana sostiene che il nome non deve essere pronunciato nel culto o stampato nei testi liturgici in segno di riverenza. Una lettera del 2008 della Congregazione per il culto divino e la disciplina dei sacramenti vieta esplicitamente l'uso del nome nei testi di culto, affermando: "Per la traduzione del testo biblico nelle lingue moderne, destinato all'uso liturgico della Chiesa, deve essere seguito quanto è già prescritto dal n. 41 dell'Istruzione Liturgiam authenticam, cioè il tetragramma divino deve essere reso dall'equivalente di Adonai/Kyrios; Lord, Signore, Seigneur, Herr, Señor, ecc."
Di conseguenza, le Bibbie utilizzate dai cattolici di lingua inglese, per lo studio e la devozione in genere, non corrispondono ai testi liturgici letti durante la messa, anche se basate sulla stessa traduzione. Oggi, sia gli editori che i traduttori stanno compiendo nuovi sforzi per allineare più precisamente i testi del Lezionario con le varie traduzioni approvate della Bibbia cattolica. 
Attualmente, c'è un solo lezionario segnalato come in uso corrispondente esattamente a una traduzione della Bibbia cattolica in stampa: l'Ignatius Press basato sulla Revised Standard Version, Second Catholic (o Ignatius) Edition (RSV-2CE) approvato per l'uso liturgico nelle Antille e dagli ex anglicani negli Ordinariati personali.
Nel 2007 la Società della verità cattolica ha pubblicato la CTS New Catholic Bible, che consiste nel testo originale della Bibbia di Gerusalemme del 1966 rivisto per adattarlo al suo uso nei lezionari nella maggior parte dei paesi di lingua inglese, in conformità con le direttive della Congregazione per il culto divino e la disciplina dei sacramenti e dalla Pontificia commissione biblica. In esso, "Yahweh" è stato sostituito da "the LORD" in tutto l'Antico Testamento e i Salmi sono stati completamente sostituiti dal Salterio del Graal del 1963.
Nel 2012, la Conferenza dei vescovi cattolici degli Stati Uniti "ha annunciato un piano per rivedere il Nuovo Testamento della New American Bible Revised Edition in modo che possa essere usata un'unica versione per la preghiera individuale, la catechesi e la liturgia" negli Stati Uniti. Dopo aver elaborato un piano e stanziato una somma per il progetto di revisione, i lavori sono iniziati nel 2013 con la creazione di una redazione composta da cinque persone dellAssociazione Biblica Cattolica (CBA). La revisione è ora in corso e, dopo le necessarie approvazioni dei vescovi e del Vaticano, dovrebbe essere terminata intorno all'anno 2025.

## Differenze dalle altre Bibbie cristiane
Le bibbie usate dai cattolici differiscono, nel numero e nell'ordine dei libri, da quelli che si trovano tipicamente nelle bibbie usate dai protestanti, poiché le bibbie cattoliche conservano nel loro canone sette libri che sono considerati non canonici nel protestantesimo (sebbene li considerino non canonici, molte Bibbie protestanti includono tradizionalmente questi libri e altri come una sezione intertestamentale nota come Apocrifi, per un totale di 80 libri della Bibbia, ad esempio la Versione di Re Giacomo con gli Apocrifi). In quanto tale, il suo canone dei testi dell'Antico Testamento è un po' più ampio di quello delle traduzioni utilizzate dai protestanti, che sono tipicamente basate esclusivamente sul testo masoretico ebraico e aramaico più breve. D'altra parte, il suo canone, che non accetta tutti i libri che sono inclusi nella versione dei Septuaginta, è inferiore a quella di alcune chiese d'Oriente e di chiese orientali antiche, che riconoscono altri libri come sacre scritture. Secondo la Chiesa greco-ortodossa, "La traduzione del Septuaginta [Settanta] era per la Chiesa la Bibbia apostolica, alla quale si riferiscono sia il Signore che i suoi discepoli. [...] Gode di autorità e prestigio divini come Bibbia della Chiesa indivisibile dei primi otto secoli. Costituisce l'Antico Testamento, il testo ufficiale della nostra Chiesa ortodossa e rimane il testo autentico con cui sono state realizzate le traduzioni ufficiali dell'Antico Testamento delle altre Chiese ortodosse sorelle; era lo strumento divino dell'evangelizzazione precristiana ed era la base della teologia ortodossa."
La Chiesa greco-ortodossa generalmente considera il Salmo 151 come parte del Libro dei Salmi, la Preghiera di Manasse come capitolo finale di 2 Cronache, e accetta i "libri dei Maccabei" in numero di quattro, ma generalmente colloca 4 Maccabei in un'appendice.
La Bibbia delle Chiese Tewahedo differisce dalle Bibbie Occidentali e Greche Ortodosse nell'ordine, nella denominazione e nella divisione in capitoli/versi di alcuni libri. Il canone biblico "stretto" etiope comprende 81 libri in tutto: i 27 libri del Nuovo Testamento, i libri dell'Antico Testamento che si trovano nella Septuaginta e che sono accettati dagli ortodossi orientali (più numerosi dei libri deuterocanonici cattolici. Inoltre il Enoc, il Libro dei Giubilei, l'1 Esdra, l'2 Esdra, il Resto delle parole di Baruc e 3 libri dei Maccabei etiopi (libri etiopi dei Maccabei completamente diversi nel contenuto dai 4 libri di Maccabei dell'Ortodossia orientale). Un "più ampio" canone etiope del Nuovo Testamento comprende 4 libri di "Sinodos" (pratiche della chiesa), 2 "Libri dell'Alleanza", "Clementi etiopi" e "Didascalia etiopica" (Ordinanze apostoliche della Chiesa). A volte si dice che questo canone "più ampio" includa con l'Antico Testamento una storia in otto parti degli ebrei basata sugli scritti di Tito Flavio Giuseppe, e conosciuta come "Pseudo-Giuseppe" o "Giuseppe ben Gurion" (Yosēf walda Koryon).